# Epipedocera asperata
Epipedocera asperata là một loài bọ cánh cứng trong họ Cerambycidae.